# 세군도나
세군도나(Segundona), 일명 토르네이오 데 아푸라멘토(Torneio de Apuramento) 또는 기라 앙골라(Gira Angola)는 앙골라 축구 연맹이 주최하는 앙골라 축구의 2부 리그이다.
전 세계 대부분의 리그 시스템과 달리 앙골라는 정규 2단계 리그 시스템이 없다. 앙골라의 최상위 리그인 지라볼라에서 강등된 팀은 구단이 위치한 지방 챔피언십, 소위 지방 단계로 강등된다. 각 지방 챔피언십의 챔피언은 자동으로 지라볼라에 해당하는 리그 또는 토너먼트인 세군도나에 출전권을 얻게 된다.

## 같이 보기
- 지라볼라
- 타사 데 앙골라
- 수퍼타사 데 앙골라